# Atacamatitan
Atacamatitan chilensis
Genre
Espèce
Atacamatitan est un  genre éteint de dinosaures sauropodes, un titanosaure dont les fossiles ont été retrouvés dans le désert d'Atacama au Chili en 2000, dans la formation géologique de Tolar, datée du Crétacé supérieur.
Une seule espèce est rattachée au genre, Atacamatitan chilensis, décrite par Alexander Kellner, David Rubilar-Rogers (d), Alexander Vargas et Mario Suárez en 2011.

## Étymologie
Le nom de genre Atacamatitan fait référence au désert d'Atacama, lieu de la découverte des fossiles, et aux Titans de la mythologie grecque.

## Découverte
Une expédition chilo-brésilienne a découvert les fossiles en 2000, dans la formation de Tolar, sur un site situé à environ 150 km au nord de la ville de Calama.
L'holotype, répertorié SGO-PV-961, est constitué d'un fémur droit, de l'extrémité proximale d'un humérus, de deux vertèbres, une dorsale et une caudale, de côtes dorsales et de possibles fragments du sternum.

## Description

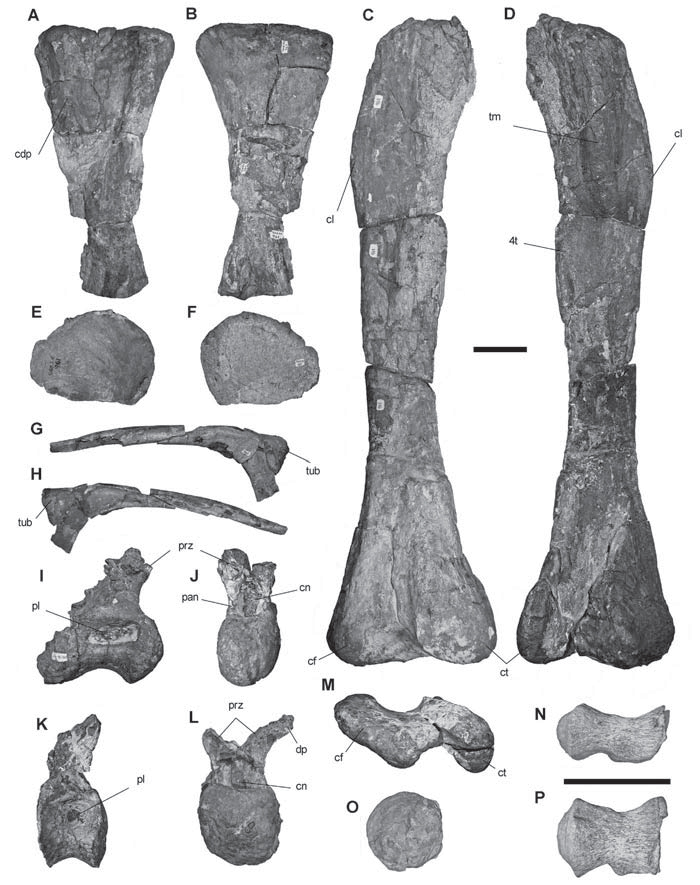
Holotype SGO-PV-961: A et B : humérus ; C, D et M : fémur ; E et F : possibles plaques sternales ; G et H : côtes ; I, J, K, L : deux vertèbres dorsales ; O : fragment de centrum ; N et P : vertèbre caudale.
Les barres horizontales noires mesurent 10 cm, sauf pour N et P (5 cm).

L'évaluation de la taille de l'animal est délicate au regard de la rareté des restes fossiles. Thomas Holtz estime que sa masse se situe entre 8 et 16 tonnes.

### Vertèbres
Les deux vertèbres dorsales partielles découvertes présentent une face avant convexe et une face arrière en creux ; elles sont dites « opisthocèles ». Ces vertèbres dorsales diffèrent de celles des autres titanosaures tels que Gondwanatitan, Saltasaurus, Trigonosaurus et Uberabatitan, par les marges ventrales fortement concaves de leurs centra.

### Membres
Le fémur découvert est plus gracile que les autres os des membres, ce qui indique l'animal possédait des avait des membres antérieurs plus forts que les membres arrière. Il mesure 1,10 m de long et montre un quatrième trochanter bien développé.

## Classification
En 2011, les inventeurs du genre Atacamatitan l'ont classé dans la famille aujourd’hui considérée comme obsolète des Titanosauridae. La nature fragmentaire des fossiles fait que la plupart des analyses cladistiques excluent Atacamatitan. Une étude préliminaire de Rubilar-Rogers et Gutstein en 2012 le place dans une polytomie avec Nemegtosaurus, Rapetosaurus, Titanosaurus et les Saltasauridae ; Atacamatitan est ainsi placé dans le clade des Lithostrotia.